# Peucedanum eryngiifolium
Peucedanum eryngiifolium är en flockblommig växtart som beskrevs av Vladimir Leontjevitj Komarov. Peucedanum eryngiifolium ingår i släktet siljor, och familjen flockblommiga växter. Inga underarter finns listade i Catalogue of Life.